# Montrose (Virgínia Ocidental)
Montrose é uma cidade  localizada no estado norte-americano de Virgínia Ocidental, no Condado de Randolph.

## Demografia
Segundo o censo norte-americano de 2000, a sua população era de 156 habitantes.
Em 2006, foi estimada uma população de 157, um aumento de 1 (0.6%).

## Geografia
De acordo com o United States Census Bureau tem uma área de
1,7 km², dos quais 1,7 km² cobertos por terra e 0,0 km² cobertos por água. Montrose localiza-se a aproximadamente 609 m acima do nível do mar.

## Localidades na vizinhança
O diagrama seguinte representa as localidades num raio de 16 km ao redor de Montrose.